# Norman Theuerkauf
Norman Theuerkauf (Nordhausen, 24 gennaio 1987) è un calciatore tedesco, difensore dell'Heidenheim.

## Carriera
Con l'Eintracht Braunschweig ha ottenuto la promozione dalla terza alla prima serie, esordendo in Bundesliga nella stagione 2013-2014.

## Palmarès

### Club

#### Competizioni nazionali
- 3. Liga: 1

Eintracht Braunschweig: 2010-2011
- Campionato tedesco di seconda divisione: 1

Heidenheim: 2022-2023